# Jagdish Bishnoi
Jagdish Kumar Singh Bishnoi (né le 20 mai 1972) est un athlète indien, spécialiste du lancer du javelot.

## Biographie
Il remporte la médaille d'or du lancer du javelot lors des championnats d'Asie de 2000, à Djakarta, avec la marque de 76,81 m. 

### Palmarès
| Date | Compétition         | Lieu     | Résultat | Épreuve           | Performance |
| ---- | ------------------- | -------- | -------- | ----------------- | ----------- |
| 2000 | Championnats d'Asie | Djakarta | 1er      | Lancer du javelot | 76,81 m     |
| 2005 | Championnats d'Asie | Incheon  | 3e       | Lancer du javelot | 74,83 m     |

### Records
| Épreuve           | Performance | Lieu    | Date            |
| ----------------- | ----------- | ------- | --------------- |
| Lancer du javelot | 79,67 m     | Chennai | 31 juillet 2000 |